# Верну-ан-Виваре (кантон)
Верну́-ан-Виваре́ (фр. Vernoux-en-Vivarais) — кантон во Франции, находится в регионе Рона — Альпы, департамент Ардеш. Входит в состав округа Турнон-сюр-Рон.
Код INSEE кантона — 0828. Всего в кантон Верну-ан-Виваре входит 9 коммун, из них главной коммуной является Верну-ан-Виваре.

## Коммуны кантона

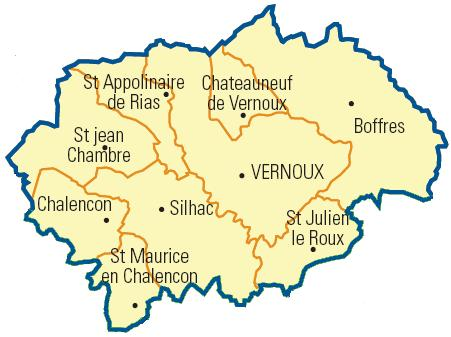
Карта кантона

| Коммуна               | Население, чел. (2006) | Почтовый индекс | Код INSEE |
| --------------------- | ---------------------- | --------------- | --------- |
| Бофр                  | 509                    | 07440           | 07035     |
| Верну-ан-Виваре       | 1 721                  | 07240           | 07338     |
| Сен-Жан-Шамбр         | 246                    | 07240           | 07244     |
| Сен-Жюльен-ле-Ру      | 91                     | 07240           | 07257     |
| Сен-Морис-ан-Шаланкон | 181                    | 07190           | 07274     |
| Сент-Аполинер-де-Рья  | 119                    | 07240           | 07214     |
| Сильяк                | 312                    | 07240           | 07314     |
| Шаланкон              | 303                    | 07240           | 07048     |
| Шатонёф-де-Верну      | 188                    | 07240           | 07060     |

## Население
Население кантона на 2006 год составляло 3 978 человек.
| 1962  | 1968  | 1975  | 1982  | 1990  | 1999  | 2006  | 2007 | 2008 |
| ----- | ----- | ----- | ----- | ----- | ----- | ----- | ---- | ---- |
| 4 330 | 4 711 | 3 994 | 4 011 | 3 973 | 3 670 | 3 978 | —    | —    |